# Sandvika
Sandvika è una città della Norvegia, situata nella contea di Akershus. Sandvika è capoluogo del comune di Bærum. Ha ricevuto lo status di città nel 2003. Non avendo confini geografici è difficile stabilire la popolazione di Sandvika che si trova incastonata tra Oslo e gli altri agglomerati urbani del comune di Bærum.